# Aquostic (Stripped Bare)
Aquostic (Stripped Bare) è il trentunesimo album di studio del gruppo rock britannico Status Quo, pubblicato nell'ottobre 2014.

## Il disco
Gli Status Quo ripropongono molti dei loro più grandi successi (ma anche tracce tratte dai loro album) in chiave interamente acustica, con l'ausilio - oltre delle chitarre acustiche - di una sezione d’archi, tamburelli, fisarmonica, mandolino, armonica a bocca, cori femminili ed altri musicisti supplementari.
La band, tuttavia, non si limita a suonare con la "spina staccata" i suoi vecchi brani, ma li presenta rielaborati in una veste completamente rinnovata, rendendoli talvolta quasi irriconoscibili: si passa attraverso un florilegio di stili musicali, quali il folk, il country, la tarantella e, in qualche caso, perfino la polka.
Sfrondati del classico arrangiamento "rock" e del puntello delle chitarre elettriche, tutti i pezzi acquistano nuova musicalità e vitalità, ponendo in forte risalto l'armonia delle melodie.
Il prodotto viene accolto con ampi consensi dalla critica britannica, mentre il pubblico lo premia con il 5º posto nelle classifiche inglesi.
La copertina del disco ritrae Francis Rossi e Rick Parfitt, i due componenti storici del gruppo, completamente nudi, con le parti intime coperte da due chitarre acustiche. La foto è stata scattata dal noto cantante canadese (nonché fotografo ed amico di lunga data degli Status Quo), Bryan Adams.
Aquostic è il primo album che gli Status Quo incidono con Leon Cave alla batteria.
Il prodotto viene pubblicato su vari supporti e formati, tra cui anche un'edizione in vinile per collezionisti ed un box set contenente il CD, il vinile ed una maglietta. I brani dell'edizione inglese del CD sono 24 (22 negli altri Paesi). Esiste anche un 25° brano, Rollin' Home, ma è disponibile solo in formato digitale e scaricabile da iTunes.
Con questo lavoro, gli Status Quo entrano nel ristretto gruppo di artisti musicali che nella loro carriera hanno superato le 500 settimane di presenza nella classifica degli album più venduti nel Regno Unito.

## Tracce
Dopo ogni brano viene indicato l'album in cui era originariamente incluso.
1. Pictures of Matchstick Men – 3:37 (Francis Rossi) – Picturesque Matchstickable Messages from the Status Quo (1968)
2. Down the Dustpipe – 2:39 (Carl Groszman) – singolo (1970)
3. Na Na Na – 2:55 (Rossi/Young) – Dog of Two Head (1971)
4. Paper Plane – 3:37 (Rossi/Young) – Piledriver (1972)
5. All the Reasons – 3:07 (Parfitt/Lancaster) – Piledriver (1972)
6. Reason for Living – 3:20 (Rossi/Parfitt) – Hello! (1973)
7. And It's Better Now – 3:41 (Rossi/Young) – Hello! (1973)
8. Caroline – 3:12 (Rossi/Young) – Hello! (1973)
9. Softer Ride – 2:56 (Parfitt/Lancaster) – Hello! (1973)
10. Claudie – 3:57 (Rossi/Young) – Hello! (1973)
11. Break the Rules – 3:09 (Rossi/Young/Parfitt/Lancaster/Coghlan) – Quo (1974)
12. Down Down – 2:36 (Rossi/Young) – On the Level (1975)
13. Little Lady (bonus track disponibile solo nel CD inglese oppure in formato digitale) – 1:52 (Parfitt) – On the Level (1975)
14. Mystery Song (bonus track disponibile solo nel CD inglese oppure in formato digitale) – 2:34 (Parfitt/Young) – Blue for You (1976)
15. Rain – 3:56 (Parfitt) – Blue for You (1976)
16. Rockin' All Over the World – 2:40 (John Fogerty) – Rockin' All Over the World (1977)
17. Again and Again – 3:20 (Parfitt/Bown/Lynton) – If You Can't Stand the Heat... (1978)
18. Whatever You Want – 3:25 (Parfitt/Bown) – Whatever You Want (1979)
19. What You're Proposing – 2:04 (Rossi/Frost) – Just Supposin' (1980)
20. Rock 'n' Roll – 2:42 (Rossi/Frost) – Just Supposin' (1980)
21. Don't Drive My Car – 3:10 (Parfitt/Bown) – Just Supposin' (1980)
22. Marguerita Time – 3:19 (Rossi/Frost) – Back to Back (1983)
23. Rollin' Home (bonus track disponibile solo in formato digitale) – 4:05 (John David) – In the Army Now (1986)
24. Burning Bridges – 3:45 (Rossi/Bown) – Ain't Complaining (1988)
25. Rock 'til You Drop – 2:48 (Bown) – Rock 'til You Drop (1991)

## Formazione
- Francis Rossi - chitarra, voce
- Rick Parfitt - chitarra, voce, ukulele
- Andy Bown - chitarra, mandolino, armonica, pianoforte, voce
- John 'Rhino' Edwards - basso, chitarra, voce
- Leon Cave - chitarra, batteria, voce

Musicisti supplementari
- Geraint Watkins − fisarmonica
- Martin Ditcham − percussioni
- Amy Smith − cori
- Richard Benbow − arrangiamento archi
- Lucy Wilkins − violino
- Howard Gott − violino
- Natalia Bonner − violino
- Alison Dods − violino
- Sophie Sirota − viola
- Sarah Wilson − violoncello

## British album chart
| Posizione | 5 | 8 | 14 | 22 | 29 | 29 | 32 | 29 | 27 | 30 | 34 | 34 | 31 | 48 | 66 | 46 | 52 | 39 | 40 | 76 | 91 | uscito |